# Panipat Taraf Ansar
Panipat Taraf Ansar è una suddivisione dell'India, classificata come census town, di 31.204 abitanti, situata nel distretto di Panipat, nello stato federato dell'Haryana. In base al numero di abitanti la città rientra nella classe III (da 20.000 a 49.999 persone).

## Geografia fisica
La città è situata a 29° 24' 44 N e 76° 57' 17 E.

## Società

### Evoluzione demografica
Al censimento del 2001 la popolazione di Panipat Taraf Ansar assommava a 31.204 persone, delle quali 17.205 maschi e 13.999 femmine. I bambini di età inferiore o uguale ai sei anni assommavano a 4.966, dei quali 2.721 maschi e 2.245 femmine. Infine, coloro che erano in grado di saper almeno leggere e scrivere erano 18.150, dei quali 11.188 maschi e 6.962 femmine.